# Masakry na Markale
Masakry na Markale – dwukrotny ostrzał placu targowego Markale dokonany w czasie oblężenia Sarajewa podczas wojny w Bośni, przeprowadzony najprawdopodobniej przez oblegającą miasto Armię Republiki Serbskiej. Pierwszy atak na rynek miał miejsce 5 lutego 1994, jego ofiarą padło 68 osób, zaś co najmniej 100 zostało rannych. Markale został ostrzelany po raz drugi 28 sierpnia 1995; wówczas zginęło 37 osób, zaś 87 odniosło obrażenia. Drugi ostrzał Markale został przedstawiony przez NATO jako bezpośrednia przyczyna podjęcia operacji powietrznej przeciwko siłom zbrojnym bośniackich Serbów, pod nazwą Deliberate Force.

## Pierwsza masakra
5 lutego 1994 po godzinie dwunastej pocisk moździerzowy spadł na zatłoczony targ Markale, zabijając 68 osób i raniąc co najmniej 100. Ofiary w większości były osobami cywilnymi – sprzedawcami lub klientami targowiska. Bośniaccy muzułmanie natychmiast oskarżyli o jego wystrzelenie Armię Republiki Serbskiej, co nagłośniły media. Serbowie zaprzeczyli, jakoby mieli wywołać masakrę. Mimo tego w mediach nadal byli jednoznacznie przedstawiani jako sprawcy zdarzenia.
Masakra na rynku Markale poważnie przyczyniła się do wzrostu antyserbskiego nastawienia wielu publicystów komentujących wojnę w Bośni. Ponadto w kilka dni po tymże wydarzeniu, według badań sondażowych, połowa Amerykanów zadeklarowała poparcie dla zbrojnej interwencji USA w Bośni, podczas gdy miesiąc wcześniej godziła się na nią tylko 1/3 ankietowanych.
W styczniu 2003 Międzynarodowy Trybunał Karny dla byłej Jugosławii uznał gen. Stanislava Galicia za winnego zbrodni przeciwko ludzkości, terroru skierowanego przeciwko ludności cywilnej, ataków na cywilów oraz złamania praw i zwyczajów wojny. Galić jako dowodzący oblężeniem został uznany za winnego m.in. masakry na Markale.

### Kontrowersje
Kontrowersje w sprawie wzbudzał fakt, iż Markale był otoczony wysokimi budynkami i mógłby zostać trafiony jedynie najprecyzyjniej skierowanym pociskiem moździerzowym. Ponadto na miejscu zdarzenia natychmiast po wybuchu pojawili się dziennikarze, którzy zaczęli filmować dalszy przebieg wydarzeń. Zagraniczne redakcje telewizyjne były zaskoczone szybkością, z jaką otrzymały materiały poświęcone masakrze.
Wkrótce po wybuchu jedna z francuskich stacji telewizyjnych podała informację, jakoby ostrzał Markale został przeprowadzony przez siły bośniackie. Została ona jednak natychmiast zdementowana. Generał Michael Rose, stojący na czele stacjonujących w Sarajewie jednostek UNPROFOR stwierdził bezpośrednio po zdarzeniu, iż nie jest w stanie jednoznacznie wskazać odpowiedzialnych za masakrę. Tymczasem w swoich wspomnieniach, zatytułowanych Fighting for Peace, ten sam wojskowy napisał, iż trzy dni po wybuchu, w rozmowie z głównodowodzącym armią bośniacką gen. Jovanem Divjakiem stwierdził, na podstawie raportu UNPROFOR, iż pocisk wystrzeliła strona bośniacka. ONZ nigdy nie oskarżył jednak oficjalnie armii bośniackiej o sprowokowanie masakry 5 lutego. 6 października 2010 gen. Rose, występując jako świadek w procesie Radovana Karadžicia, wycofał się ze swoich wcześniejszych twierdzeń, mówiąc, iż drugi raport UNPROFOR wskazuje na odpowiedzialność Serbów.

### Teorie spiskowe
9 lipca 2009 w czasie swojego procesu przed Trybunałem haskim Radovan Karadžić stwierdził, iż służby wywiadowcze kilku krajów (Dania, Norwegia, Belgia, Szwecja, Holandia, Wielka Brytania, Kanada) są w posiadaniu dowodów potwierdzających tezę o zorganizowaniu obydwu ataków na Markale przez Bośniaków. Wcześniej, w maju 2009, Karadžić utrzymywał równocześnie, iż pierwsza masakra była bośniacką prowokacją, zaś miejsce zbrodni zaprezentowane w mediach zostało zaaranżowane. Według jego wersji część pokazywanych ciał należała do osób zabitych wcześniej, część zaś była w rzeczywistości manekinami.

## Druga masakra
Drugi atak na Markale miał miejsce 28 sierpnia 1995; wskutek wystrzelenia pięciu pocisków zginęło 37 osób, zaś 87 zostało rannych. Ponownie o przeprowadzenie ostrzału została oskarżona Armia Republiki Serbskiej. Serbscy dowódcy wojskowi oraz przywódcy cywilni z prezydentem Republiki Serbskiej Radovanem Karadžiciem na czele zaprzeczyli, jakoby ostrzał został przeprowadzony przez siły serbskie. Na podstawie analizy dowodów przedstawionych w procesie Dragomira Miloševicia przed Międzynarodowym Trybunałem Karnym dla byłej Jugosławii Izba Orzekająca wyraziła przekonanie, że pocisk moździerzowy, który uderzył w plac Markale w sierpniu 1995 został wystrzelony z terytorium znajdującego się pod kontrolą Armia Republiki Serbskiej i że został wystrzelony przez jej żołnierzy.

### Kontrowersje
W październiku 1995 „The Nation” oraz „Sunday Times” zamieściły artykuły, w których za winnych masakry uznano armię bośniacką. Wersję o winie Bośniaków przyjęli amerykańscy senatorzy Yossef Bodansky i Vaughn Forrest, publicznie stwierdzając, iż zgodnie z informacjami podanymi przez źródła rosyjskie ostrzał został przeprowadzony przez Bośniaków. Marek Waldenberg jest zdania, iż okoliczności wydarzenia nakazują mieć poważne wątpliwości co do sprawstwa zdarzenia.
Druga masakra na Markale stała się bezpośrednią przyczyną przeprowadzenia przez lotnictwo NATO operacji Deliberate Force. Zdaniem Marka Waldenberga istnieją jednak przesłanki, by uznać, że była ona zaplanowana już wcześniej, zaś wydarzenia 28 sierpnia były jedynie pretekstem, zwłaszcza że kilkanaście godzin przed ostrzałem rynku władze Serbów bośniackich wstępnie zadeklarowały chęć przyjęcia planu pokojowego Richarda Holbrooke’a.